# قريطم
قريطم هي منطقة من مناطق مدينة بيروت العاصمة اللبنانية، يتمركز الحي في رأس بيروت حول قصر الحريري، ويعود تسميتها إلى عائلة قريطم التي سكنت المنطقة.
وكانت تسمى برأس بيروت الفوقا،
 وكانت المنطقة وساحتها إيام الإنتداب الفرنسي مكان لإقامة الإحتفالات السياسية والإنتخابية، وسكنها الفرنسيين الذين أقاموا مدرستهم فيها. واقيمت بها الكلية الأميركية للبنات التي أصبحت اليوم الجامعة الأميركية اللبنانية.

## التسمية
لغة فهي صفة للرجل الشبيه بنبات القُرطم، ومصغّره قريطم. يستخرج منه زيت القرطم، ضرره كبير على النساء الحوامل، يؤدي في حال تناوله إلى سقوط شعرهن. وقد منع المحتسب في المدن الإسلامية الصيادلة والأطباء من وصفه للنساء. كما أنّ المسلمين الأوائل استخدموا برز القرطم في حشوة القنبرة أو القنبلة لإشعالها ورميها باتجاه العدو، ممّا يدلّ على أنّ نبات القرطم كانت له قوة النفط والبارود. وبما أنّ بعض أجداد آل قريطم تميّزوا بقوة الكلمة والصراحة في وجه الآخرين، فلّقبوا بلقب قريطم.

## عائلة قريطم
من الأسر الإسلامية البيروتية واللبنانية والعربية، تعود بجذورها إلى القبائل العربية التي أسهمت في فتوحات مصر وبلاد الشام والمغرب العربي. لهذا فإنّ فروع الأسرة منتشرة إلى اليوم في بعض مناطق بلاد الشام ومصر والمغرب العربي والإسكندرية، ولها انتشار أصيل وقديم في بيروت المحروسة. وقد أشار الطبيب الدكتور قريطم أحد أطباء جامعة الإسكندرية أنّ جذور العائلة من المغرب العربي، وقد انتقل أحد أجداد الأسرة إلى الإسكندرية، كما انتقل جد آخر إلى بيروت. كما أشار الشيخ أحمد الخالدي الصفدي في كتابه «تاريخ الأمير فخر الدين المعني الثاني»( ص 70)، إلى الشيخ أحمد قريطم المعاصر للأمير فخر الدين المعني الثاني الكبير. وممّا يلاحظ أنّه في أحداث 1617م أشير إلى أنّه بمناسبة معارضة السكان في بلاد بشارة وفلسطين للأمير المعني، فقد طاح الأمير «من ساحل عكا الشيخ أحمد قريطم إلى عند الأمير أحمد بن طرباي، فأرسل الأمير فخر الدين ضبط رزقه، وهدم حارته بقرية كفر ياسيف، وجميع هؤلاء الطايحين كانوا أولًا قابلوا الأمير في عكا...». وهذا النص يشير إلى أنّ أحد فروع آل قريطم ومن بينهم الشيخ أحمد قريطم كانوا من سكان عكا في القرن السابع عشر الميلادي.
والأمر الملاحظ، أنّ أسرة قريطم في مصر ما تزال من الأسر المهمة والتي تتصدّر الوجاهة في عدد من المدن والقرى المصرية، ومن بينها الإسكندرية، ومدينة حوش عيسى في محافظة البحيرة في مصر، التي يوجد فيها مدرسة باسم جلال قريطم الإعدادية للبنين أسّسها وقام ببنائها السيّد عبد العظيم هشام قريطم.وكانت المنطقة وساحتها إيام الإنتداب الفرنسي مكان لإقامة الإحتفالات السياسية والإنتخابية. وسكنها الفرنسيين الذين أقاموا مدرستهم فيها. واقيمت بها الكلية الأميركية للبنات التي أصبحت اليوم الجامعة الأميركية اللبنانية.